# Стрибки у воду на Літній універсіаді 2013
Змагання з стрибків у воду на XXVII Всесвітній Літній Універсіаді пройшли з 5 по 12 липня.

## Розклад змагань
| П | Попередні раунди | ½ | Півфінали | Ф | фінал |

| Турнір   | Турнір                           | 5 липня День 0 | 5 липня День 0 | 6 липня День 1 | 6 липня День 1 | 7 липня День 2 | 7 липня День 2 | 8 липня День 3 | 8 липня День 3 | 8 липня День 3 | 9 липня День 4 | 9 липня День 4 | 10 липня День 5 | 10 липня День 5 | 11 липня День 6 | 12 липня День 7 |
| -------- | -------------------------------- | -------------- | -------------- | -------------- | -------------- | -------------- | -------------- | -------------- | -------------- | -------------- | -------------- | -------------- | --------------- | --------------- | --------------- | --------------- |
| Чоловіки | Трамплін, 1 м                    |                |                | П              | ½              |                |                | Ф              | Ф              | Ф              |                |                |                 |                 |                 |                 |
| Чоловіки | Трамплін, 3 м                    | П              | П              |                |                | ½              | Ф              |                |                |                |                |                |                 |                 |                 |                 |
| Чоловіки | Вишка, 10 м                      |                |                |                |                |                |                |                |                |                | П              | П              | ½               | Ф               |                 |                 |
| Чоловіки | Синхронні стрибки, трамплін, 3 м |                |                |                |                |                |                |                |                |                |                |                |                 |                 |                 | Ф               |
| Чоловіки | Синхронні стрибки, вишка, 10 м   |                |                |                |                |                |                |                |                |                |                |                |                 |                 | Ф               |                 |
| Жінки    | Трамплін, 1 м                    | П              | ½              |                |                | Ф              | Ф              |                |                |                |                |                |                 |                 |                 |                 |
| Жінки    | Трамплін, 3 м                    |                |                |                |                |                |                |                |                |                | П              | ½              | Ф               | Ф               |                 |                 |
| Жінки    | Вишка, 10 м                      |                |                |                |                |                |                | П              | ½              | Ф              |                |                |                 |                 |                 |                 |
| Жінки    | Синхронні стрибки, трамплін, 3 м |                |                |                |                |                |                |                |                |                |                |                |                 |                 | Ф               |                 |
| Жінки    | Синхронні стрибки, вишка, 10 м   |                |                |                |                |                |                |                |                |                |                |                |                 |                 |                 | Ф               |

## Медалі

### Медальний залік
| Місце  | Країна          | Золото | Срібло | Бронза | Загалом |
| ------ | --------------- | ------ | ------ | ------ | ------- |
| 1      | Китай (CHN)     | 8      | 7      | 3      | 18      |
| 2      | Росія (RUS)     | 3      | 3      | 2      | 8       |
| 3      | Австралія (AUS) | 1      | 1      | 0      | 2       |
| 4      | США (USA)       | 0      | 1      | 1      | 2       |
| 5      | Мексика (MEX)   | 0      | 0      | 6      | 6       |
| Всього | Всього          | 12     | 12     | 12     | 36      |

### Чоловіки
| Event                             | Золото                                        | Срібло                                        | Бронза                                         |
| --------------------------------- | --------------------------------------------- | --------------------------------------------- | ---------------------------------------------- |
| 1 м трамплін                      | Лінь Цзінь · Китай (CHN)                      | Цінь Тянь · Китай (CHN)                       | Євгеній Новоселов · Росія (RUS)                |
| 3 м трамплін                      | Євгеній Кузнецов · Росія (RUS)                | Лінь Цзінь · Китай (CHN)                      | Цінь Тянь · Китай (CHN)                        |
| 10 м вишка                        | Хуо Лян · Китай (CHN)                         | Ву Цзюнь · Китай (CHN)                        | Віктор Мінібаєв · Росія (RUS)                  |
| Синхронні стрибки з 3 м трампліна | Росія (RUS) · Євгеній Кузнецов · Ілля Захаров | Китай (CHN) · Лінь Цзінь · Луо Ютон           | Мексика (MEX) · Яхель Кастілло · Даніель Іслас |
| Синхронні стрибки 3 10 м вишки    | Китай (CHN) · Хуо Лян · Ін Хон                | Росія (RUS) · Артем Чесаков · Віктор Мінібаєв | Мексика (MEX) · Іван Ґарсія · Ґерман Санчез    |
| Командні                          | Китай (CHN)                                   | Росія (RUS)                                   | Мексика (MEX)                                  |

### Жінки
| Event                             | Золото                              | Срібло                                           | Бронза                                       |
| --------------------------------- | ----------------------------------- | ------------------------------------------------ | -------------------------------------------- |
| 1 м трамплін                      | Саманта Майллс · Австралія (AUS)    | Цзя Донцзінь · Китай (CHN)                       | Ван Літін · Китай (CHN)                      |
| 3 м трамплін                      | Чжен Шуансюе · Китай (CHN)          | Цзя Донцзінь · Китай (CHN)                       | Аранткса Чавез · Мексика (MEX)               |
| 10 м вишка                        | Юлія Колтунова · Росія (RUS)        | Ся Юхуа · Китай (CHN)                            | Чень Ні · Китай (CHN)                        |
| Синхронні стрибки з 3 м трампліна | Китай (CHN) · Чень Є · Чжен Шуансюе | Австралія (AUS) · Саманта Майлс · Фан Естер Квін | США (USA) · Маган Гьюстон · Лаура Раян       |
| Синхронні стрибки з 10 м вишки    | Китай (CHN) · Чен Ні · Ся Юхуа      | Росія (RUS) · Наталія Гончарова · Юлія Колтунова | Мексика (MEX) · Маріза Діаз · Паола Еспіноза |
| Командні                          | Китай (CHN)                         | США (USA)                                        | Мексика (MEX)                                |